# Pararhytiphora dispar
Pararhytiphora dispar là một loài bọ cánh cứng trong họ Cerambycidae.